# 2285 Ron Helin
2285 Ron Helin este un asteroid din centura principală, descoperit pe 27 august 1976 de Schelte Bus.